# Dary Batista
Dary Batista znany jako Dary (ur. 20 października 1940 w São Pedro do Paraíso) – piłkarz brazylijski, występujący na pozycji obrońcy.

## Kariera klubowa
W czasie kariery piłkarskiej Dary grał w Fluminense FC. Z Fluminense dwukrotnie zdobył mistrzostwo stanu Rio de Janeiro – Campeonato Carioca w 1959 i 1964 roku.

## Kariera reprezentacyjna
Jedyny raz w reprezentacji Brazylii Dary wystąpił 13 kwietnia 1963 roku w przegranym 2-3 meczu z reprezentacją Argentyny w ramach Copa Julio Roca 1963, który Brazylia zdobyła.
W 1960 roku Dary uczestniczył w Igrzyskach Olimpijskich w Rzymie. Na turnieju Dary wystąpił we wszystkich meczach grupowych z reprezentacji Brazylii z Wielką Brytanią, Tajwanem i Włochami.
W 1959 roku uczestniczył w Igrzyskach Panamerykańskich, na których Brazylia zajęła drugie miejsce.